# Церква Всіх Святих (Чорний Ліс)
Церква Всіх Святих у Чорному Лісі — парафія і храм Збаразького благочиння Тернопільської єпархії Православної церкви України в селі Чорний Ліс Тернопільського району Тернопільської области.

## Історія церкви
Храм був освячений 30 вересня 1935 року єпископом Никитою Будкою. У 1959 році церкву закрили, хоча до того богослужіння відбувалися кожної третьої неділі.
До 1972 року біля церкви стояла стара дерев'яна дзвіниця з двома дзвонами. На більшому з них була викарбувана дата відливки — 1894 рік. Перед відкриттям храму у 1989 році з південно-східного боку спорудили тимчасову металеву дзвіницю. 2 жовтня того ж року церкву заново відкрив та освятив протоієрей Роман Сливка.
2 жовтня 1994 року храм відвідав архієпископ Тернопільський і Кременецький Яків, а в серпні 2008 року — єпископ Тернопільський і Бучацький Нестор.

## Парохи
- о. Василь Боліновський,
- о. Микола Гусак,
- о. Павло Швидкий,
- о. Микола Задорожний,
- о. Володимир Білинський,
- о. Іван Купина,
- о. Роман Сливка (1989-1994),
- о. Анатолій Бих (1994-1997),
- о. Григорій Гінка (1997-2008),
- о. Олег Басок (з 2008).